# Fred Desomberg
Fred Desomberg (9 februari 1989) is een Belgisch voetbalspeler die sinds 2006 uitkomt voor OH Leuven. Zijn positie is doelman.
Desomberg kwam eerder uit voor AFC Tubize, waar de jonge doelman werd weggeplukt door de Leuvense fusieclub. In het seizoen 2009-2010 startte Desomberg aanvankelijk nog op de bank, maar al snel wist hij zich te ontpoppen tot de eerste doelman van OH Leuven.